# Ed Johnson
Edward Andre Johnson (18 de dezembro de 1983, Detroit, Michigan) é um ex jogador de futebol americano que atuava na posição de defensive tackle na National Football League. Big Ed, como ficaria conhecido, praticou vários esportes na adolescência enquanto frequentava a Crockett Technical High School, em Detroit, como football, basquete e atletismo. Ed Johnson se formou na faculdade pela Penn State.

## NFL

### Indianapolis Colts
Ed Johnson foi como undrafted free agent para os Colts da NFL em 2007 e logo causou impacto na linha defensiva do time de Indianapolis registrando 3 tackles na vitória dos Colts na Semana 1 contra o New Orleans Saints depois que o DT titular, Anthony McFarland, se machucou. Ed Johnson liderou o Colts em tackles em 2007 com 41, além de 9 tackles feitos na derrota do Colts para o San Diego Chargers na AFC Divisional Playoff. Ele terminou aquela temporada no top 20 em tackles entre os rookies.
Como único defensive lineman a começar todos os 16 jogos pelos Colts em 2007, Johnson recebeu o Thomas W. Moses Sr./Noble Max Award, dado anualmente em Indianapolis pela mídia ao jogador "que superou adversidades em sua carreira ou aquele cuja performance no campo foi superior as espectavivas criadas."
No dia 10 de setembro de 2008, Johnson foi parado por uma viatura da polícia do Condado de Hamilton, Indiana, por excesso de velocidade e por posse de drogas(maconha) e foi preso. Após algumas especulações e questionamento da integridade do jogador, os Colts decidiram cortar Ed Johnson do elenco, menos de 24 horas depois do incidente. 
No dia 5 de maio de 2009, Johnson retornou aos Colts graças ao novo head coach Jim Caldwell, que resolveu dar a ele uma segunda chance esperando que ele tivesse aprendido com seus erros.
Em 13 de outubro de 2009, Johnson foi dispensado pelos Colts pela segunda vez.
Ed Johnson fez 58 tackles e forçou 1 fumble em sua carreira como profissional na liga.

### Carolina Panthers
Em 16 de fevereiro de 2010, Johnson assinou com o Carolina Panthers. Foi dispensado ao fim do ano.